# The Bunny Game
The Bunny Game è un film del 2010 diretto da Adam Rehmeier.
Film horror in bianco e nero a basso costo, prodotto negli Stati Uniti d'America.

## Trama
Una donna che vive da sola in una camera di motel, decide di prostituirsi. Il fatto di assecondare le più perverse ed estreme fantasie dei suoi clienti le procura molti sensi di colpa, che però vengono attenuati dalla droga che assume quotidianamente. Un giorno, un uomo l'avvicina e dopo essersi drogato insieme a lei, la tramortisce e la rapisce. L'uomo, che si dimostrerà essere uno psicopatico e un serial killer di donne, voglioso di pratiche feticiste, inizia a violentarla e a provocarle dolore in ogni modo possibile.

## Produzione
Il film fu girato nel 2008 per un periodo di undici giorni.

## Controversie
La pellicola è stata fortemente criticata per le sue scene di sesso e di violenza: nei titoli di coda del filmsi afferma che (escluse le droghe e gli alcolici) tutto ciò che si vede è autentico, l'attrice ha davvero fatto sesso orale e urinato di fronte alla telecamera così come ha subito piccole ustioni e tagli da parte del camionista.